# Kirche Ebertshausen

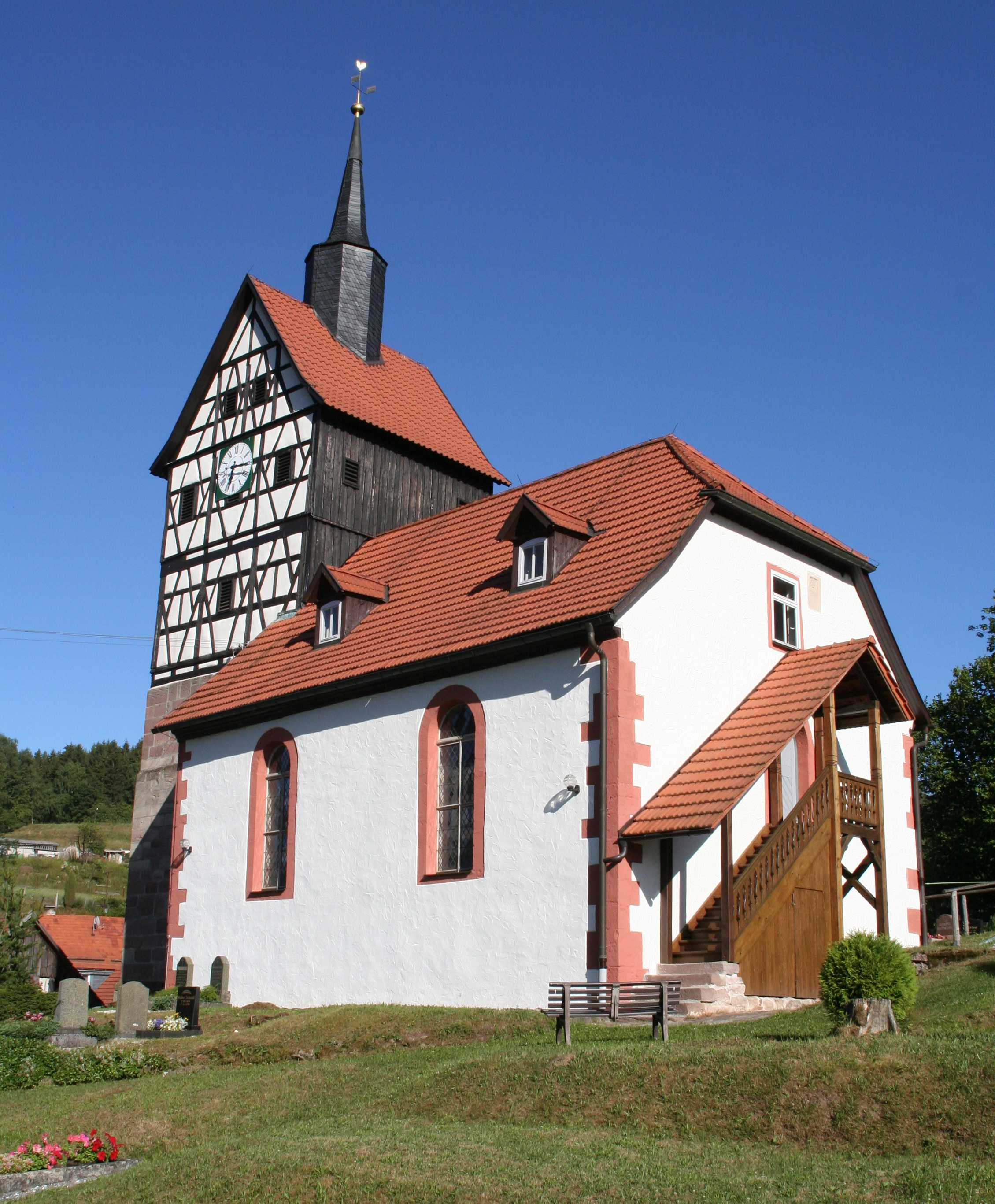
Kirche Ebertshausen

Die evangelisch-lutherische Kirche Ebertshausen steht in Ebertshausen, einem Ortsteil von Zella-Mehlis im Landkreis Schmalkalden-Meiningen in Thüringen.
Ebertshausen war die Urpfarrei der ganzen Gegend bis hinter Suhl. Auch nach der Reformation umfasste die Kirche zu Ebertshausen noch die Filialkirchen in Wichtshausen, Dietzhausen, Mäbendorf, Benshausen und Viernau. Bis 1637 hatte Ebertshausen einen eigenen Pfarrer und blieb Pfarrkirche. Von da ab wurde die Pfarrerstelle aufgehoben.
Heute gehört die Kirchengemeinde Ebertshausen zum Pfarrbereich Benshausen im Kirchenkreis Henneberger Land der Evangelischen Kirche in Mitteldeutschland.

## Beschreibung
Die romanische Saalkirche mit eingezogenem Chor wurde vermutlich vor Ende des 11. Jahrhunderts gebaut. Das Kirchenschiff ist mit einem Krüppelwalmdach bedeckt, innen hat es eine Flachdecke. 1560 wurde der Chor mit einem Obergeschoss in Fachwerk aufgestockt. Im Chorturm hängen Glocken, die 1449 und 1765 gegossen wurden. Er ist quer mit einem Satteldach bedeckt, das einen Dachreiter trägt. 1751 wurde die Kirche barockisiert, 1843 wurde sie renoviert. Dabei erhielt die Kirche eine schlichte Kanzel. Das achteckige Taufbecken stammt von 1622. An der Nordwand im Inneren der Kirche befinden sich Reliefs aus Stein mit der Darstellung von Petrus, Andreas und Bartholomäus, die zwischen Ende des 13. Jahrhunderts und Anfang des 14. Jahrhunderts entstanden sind.